# Riki Gal

Riki Gal

Riki Gal (hebräisch, ריקי גל, bürgerlich: Rebekka Ben-Menachem, * 7. Juli 1950 in Jerusalem) ist eine israelische Sängerin.

## Karriere
Ihre Karriere begann 1973 mit dem Lied Ha-shemesh hi ha'or shel ha-'olam (Die Sonne ist das Licht der Welt). In der Folge verfasste sie mehrere Schlager wie Jeled ra (Böser Junge), Toda raba (Vielen Dank), Emet o hova (Schuld oder Unschuld) und Ahavat emet (Wahre Liebe), mit denen sie in Fernsehen und Rundfunk präsent war. Sie trat häufig auf Festivals und in Musicals auf. In den Jahren 1979, 1980 und 1983 nahm sie an der israelischen Vorausscheidung für den Eurovision Song Contest teil, konnte sich aber nicht qualifizieren. Ihre erste Schallplatte erschien erst 1987. Danach veröffentlichte sie noch mehrere Alben, teilweise im Rock-Stil; das bisher letzte war The Best of Riki Gal aus dem Jahr 2003.
Riki Gal war von 1971 bis 1975 mit dem Schauspieler Yisrael Poliakov verheiratet. Sie hat eine Adoptivtochter.

## Diskografie

### Singles (Auswahl)
- 1979: לגור איתו
- 1993: היי שקטה